# Sainte-Marguerite-sur-Fauville
Sainte-Marguerite-sur-Fauville är en kommun i departementet Seine-Maritime i regionen Normandie i norra Frankrike. Kommunen ligger i kantonen Fauville-en-Caux som tillhör arrondissementet Le Havre. År 2018 hade Sainte-Marguerite-sur-Fauville 278 invånare.

## Befolkningsutveckling
Antalet invånare i kommunen Sainte-Marguerite-sur-Fauville
| Referens: INSEE |